# Чемпионат мира по баскетболу 2019. Группа O
В этой статье представлено положение команд и результаты матчей в группе O второго этапа за 17-32 места чемпионата мира по баскетболу 2019. Учитываются результаты первого этапа. Команды сыграют друг с другом в один круг, с которыми не играли на первом этапе. Матчи пройдут с 7 сентября по 9 сентября 2019 года в культурно-спортивном центре «Ниссан» в Дунгуане. По результатам, команда занявшая 1-е место в группе, поделит 17-20 места в общем зачёте, 2-я команда - 21-24, 3-я - 25-28 и 4-я - 29-32 места.

## Положение команд
| Команда        | Игр | В | П | МЗ  | МП  | МР   | Очки |
| -------------- | --- | - | - | --- | --- | ---- | ---- |
| Новая Зеландия | 5   | 3 | 2 | 497 | 470 | +27  | 8    |
| Турция         | 5   | 2 | 3 | 434 | 427 | +7   | 7    |
| Черногория     | 5   | 1 | 4 | 370 | 406 | −36  | 6    |
| Япония         | 5   | 0 | 5 | 334 | 464 | −130 | 5    |

## Результаты матчей
Время матчей дано по UTC+8:00

### 4-й тур

#### Новая Зеландия — Япония
| 7 сентября 2019 15:30 | Протокол | Новая Зеландия             | 111:81   | Япония         | Культурно-спортивный центр «Ниссан», Дунгуань Судьи: Сергей Защук Джун Кук Ким Кингсли Оджибуру |
| 7 сентября 2019 15:30 | Протокол | 29–29, 26–10, 27–22, 29–20 |          |                | Культурно-спортивный центр «Ниссан», Дунгуань Судьи: Сергей Защук Джун Кук Ким Кингсли Оджибуру |
| 7 сентября 2019 15:30 | Протокол | Кори Уэбстер 27            | Очки     | Ник Фазекас 31 | Культурно-спортивный центр «Ниссан», Дунгуань Судьи: Сергей Защук Джун Кук Ким Кингсли Оджибуру |
| 7 сентября 2019 15:30 | Протокол | Исаак Фоту 10              | Подборы  | Ник Фазекас 9  | Культурно-спортивный центр «Ниссан», Дунгуань Судьи: Сергей Защук Джун Кук Ким Кингсли Оджибуру |
| 7 сентября 2019 15:30 | Протокол | Тай Уэбстер 9              | Передачи | Дайки Танака 5 | Культурно-спортивный центр «Ниссан», Дунгуань Судьи: Сергей Защук Джун Кук Ким Кингсли Оджибуру |

#### Турция — Черногория
| 7 сентября 2019 19:30 | Протокол | Турция                     | 79:74    | Черногория                      | Культурно-спортивный центр «Ниссан», Дунгуань Судьи: Роберто Васкес Андрес Бартель Михал Проц |
| 7 сентября 2019 19:30 | Протокол | 16–26, 16–11, 17–21, 30–16 |          |                                 | Культурно-спортивный центр «Ниссан», Дунгуань Судьи: Роберто Васкес Андрес Бартель Михал Проц |
| 7 сентября 2019 19:30 | Протокол | Джеди Осман 19             | Очки     | Никола Вучевич 20               | Культурно-спортивный центр «Ниссан», Дунгуань Судьи: Роберто Васкес Андрес Бартель Михал Проц |
| 7 сентября 2019 19:30 | Протокол | Метеджан Бирсен 8          | Подборы  | Боян Дубльевич 8                | Культурно-спортивный центр «Ниссан», Дунгуань Судьи: Роберто Васкес Андрес Бартель Михал Проц |
| 7 сентября 2019 19:30 | Протокол | Скотти Уилбекин 13         | Передачи | Петар Попович, Никола Вучевич 5 | Культурно-спортивный центр «Ниссан», Дунгуань Судьи: Роберто Васкес Андрес Бартель Михал Проц |

### 5-й тур

#### Япония — Черногория
| 9 сентября 2019 15:30 | Протокол | Япония                     | 65:80    | Черногория                      | Культурно-спортивный центр «Ниссан», Дунгуань Судьи: Сергей Защук Михал Проц Джун Кук Ким |
| 9 сентября 2019 15:30 | Протокол | 16–26, 17–14, 18–21, 14–19 |          |                                 | Культурно-спортивный центр «Ниссан», Дунгуань Судьи: Сергей Защук Михал Проц Джун Кук Ким |
| 9 сентября 2019 15:30 | Протокол | Юта Ватанабэ 34            | Очки     | Никола Вучевич 18               | Культурно-спортивный центр «Ниссан», Дунгуань Судьи: Сергей Защук Михал Проц Джун Кук Ким |
| 9 сентября 2019 15:30 | Протокол | Юта Ватанабэ 9             | Подборы  | Милко Бьелица, Никола Вучевич 7 | Культурно-спортивный центр «Ниссан», Дунгуань Судьи: Сергей Защук Михал Проц Джун Кук Ким |
| 9 сентября 2019 15:30 | Протокол | Юдай Баба 5                | Передачи | Дерек Нидхэм 8                  | Культурно-спортивный центр «Ниссан», Дунгуань Судьи: Сергей Защук Михал Проц Джун Кук Ким |

#### Турция — Новая Зеландия
| 9 сентября 2019 19:30 | Протокол | Турция                         | 101:102  | Новая Зеландия            | Культурно-спортивный центр «Ниссан», Дунгуань Судьи: Роберто Васкес Андрес Бартель Чжу Дуань |
| 9 сентября 2019 19:30 | Протокол | 31–26, 22–24, 24–24, 24–28     |          |                           | Культурно-спортивный центр «Ниссан», Дунгуань Судьи: Роберто Васкес Андрес Бартель Чжу Дуань |
| 9 сентября 2019 19:30 | Протокол | Джеди Осман 32                 | Очки     | Исаак Фоту, Роберт Лоэ 17 | Культурно-спортивный центр «Ниссан», Дунгуань Судьи: Роберто Васкес Андрес Бартель Чжу Дуань |
| 9 сентября 2019 19:30 | Протокол | Метеджан Бирсен, Джеди Осман 6 | Подборы  | Финн Делейни 7            | Культурно-спортивный центр «Ниссан», Дунгуань Судьи: Роберто Васкес Андрес Бартель Чжу Дуань |
| 9 сентября 2019 19:30 | Протокол | Скотти Уилбекин 7              | Передачи | Кори Уэбстер 5            | Культурно-спортивный центр «Ниссан», Дунгуань Судьи: Роберто Васкес Андрес Бартель Чжу Дуань |